# Copelatus japonicus
Copelatus japonicus är en skalbaggsart som beskrevs av Sharp 1884. Copelatus japonicus ingår i släktet Copelatus och familjen dykare. Inga underarter finns listade i Catalogue of Life.